# Маринер-3
Ма́ринер-3 (англ. Mariner 3, букв. — моряк) — автоматическая межпланетная станция программы НАСА Маринер Марс 1964. Космический аппарат предназначался для проведения научных исследований Марса с пролётной траектории, передачи информации о межпланетном пространстве и о пространстве около Марса. Предусматривалось получение снимков поверхности и проведение эксперимента по радиозатмению планетой сигнала со станции для получения информации об атмосфере и ионосфере.
Маринер-3 третий космический аппарат НАСА из серии «Маринер». Головная организация по проектированию, изготовлению и испытаниям Лаборатория реактивного движения (Jet Propulsion Laboratory или JPL). Разработка отдельных систем выполнялась различными промышленными организациями. Разработка научных приборов выполнялась с участием высших учебных заведений.

## Ход полёта

### Запуск
Маринер-3 был запущен 5 ноября 1964 года 19:22:05 UTC с космодрома на мысе Канаверал ракетой-носителем Атлас D c разгонным блоком Аджена D.
Запуск завершился аварийно. Обтекатель, защищающий автоматическую межпланетную станцию от нагрева в первые минуты полёта в атмосфере, не отделился. Маринер-3 не достиг скорости необходимой для выхода на траекторию полёта к Марсу из-за лишнего веса обтекателя. Кроме того, неотделившийся обтекатель не позволил раскрыться панелям с солнечными элементами, что лишило автоматическую межпланетную станцию основного источника питания.

### Окончание полёта
В настоящее время космический аппарат находится на гелиоцентрической орбите.
Идентичный по конструкции Маринер-4, запущенный 28 ноября 1964, выполнил задачи, возложенные на Маринер-3.